# Parlamentswahl in Andorra 2005
Die Parlamentswahl in Andorra 2005 fand am 24. April statt. Das Ergebnis war ein Sieg für die Liberale Partei Andorras, die 14 der 28 Sitze errang. Ihr Vorsitzender, Marc Forné Molné, blieb Premierminister. Die Wahlbeteiligung lag bei 80,4 %.

## Wahlergebnis
| Partei                                                     | Direktwahl | Direktwahl | Partei  | Partei | Partei | Total Seats |
| Partei                                                     | Stimmen    | Sitze      | Stimmen | %      | Sitze  | Total Seats |
| ---------------------------------------------------------- | ---------- | ---------- | ------- | ------ | ------ | ----------- |
| Partit Liberal d’Andorra                                   | 5.473      | 8          | 5.100   | 40,0   | 6      | 14          |
| Sozialdemokratische Partei                                 | –          | –          | 4.711   | 36,9   | 6      | 12          |
| Renovació Democràtica                                      | –          | –          | 772     | 6,0    | 0      | 0           |
| Centre Demòcrata Andorrà & Segle 21                        | 1.127      | 0          | 1.360   | 10,7   | 2      | 2           |
| Verds d’Andorra                                            | –          | –          | 433     | 3,4    | 0      | 0           |
| Renovació Democràtica & Partit Socialdemòcrata (Koalition) | 5.235      | 6          | –       | –      | –      | 6           |
| ungültig                                                   | 1.045      | -          | 503     | –      | –      | –           |
| Gesamt                                                     | 12.880     | 14         | 12.879  | 100    | 14     | 28          |
| Quelle: Nohlen & Stöver                                    |            |            |         |        |        |             |